# Pterocactus fischeri
Pterocactus fischeri är en kaktusväxtart som beskrevs av Nathaniel Lord Britton och Joseph Nelson Rose. Pterocactus fischeri ingår i släktet Pterocactus och familjen kaktusväxter. Inga underarter finns listade i Catalogue of Life.

## Bildgalleri

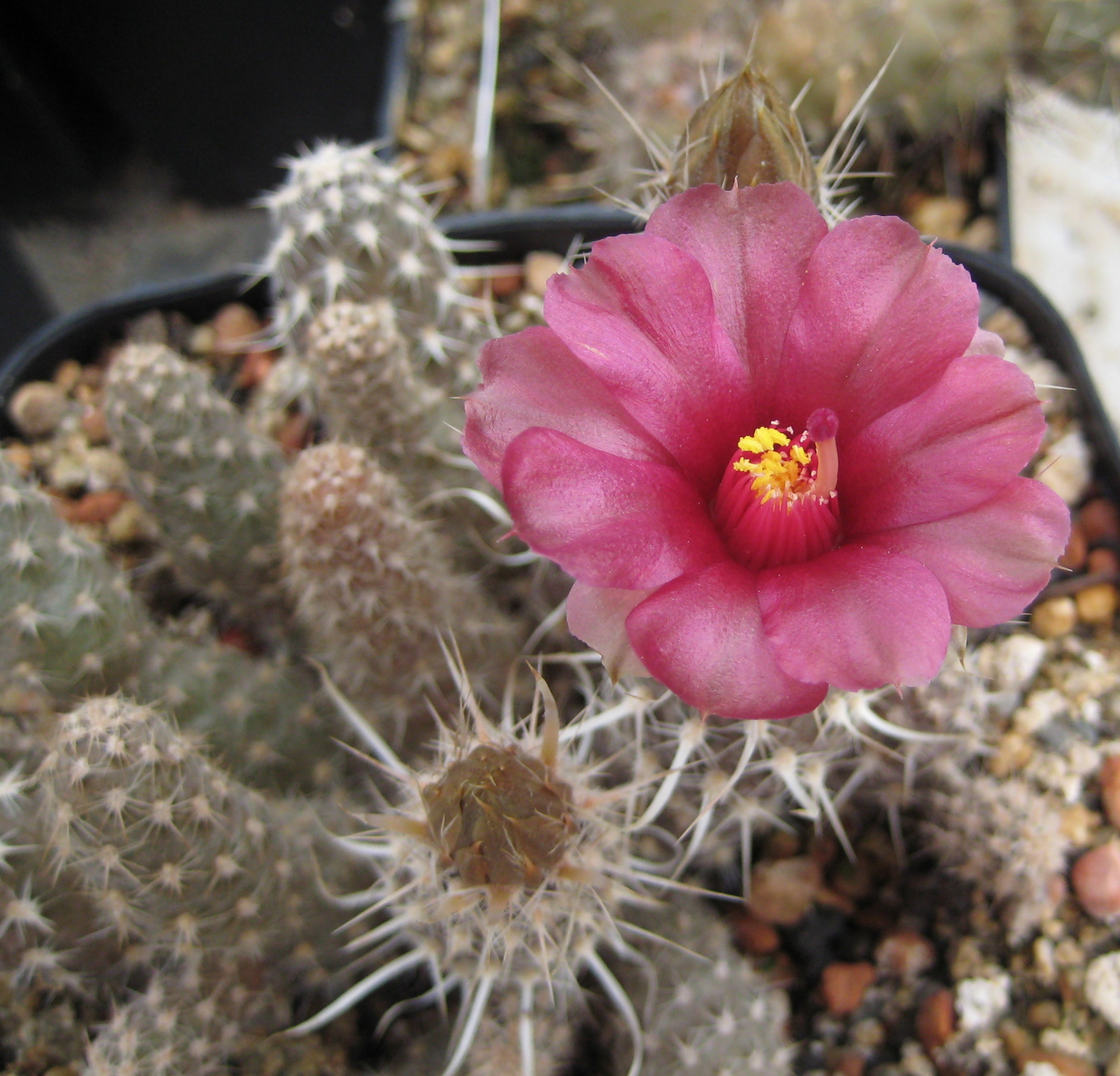
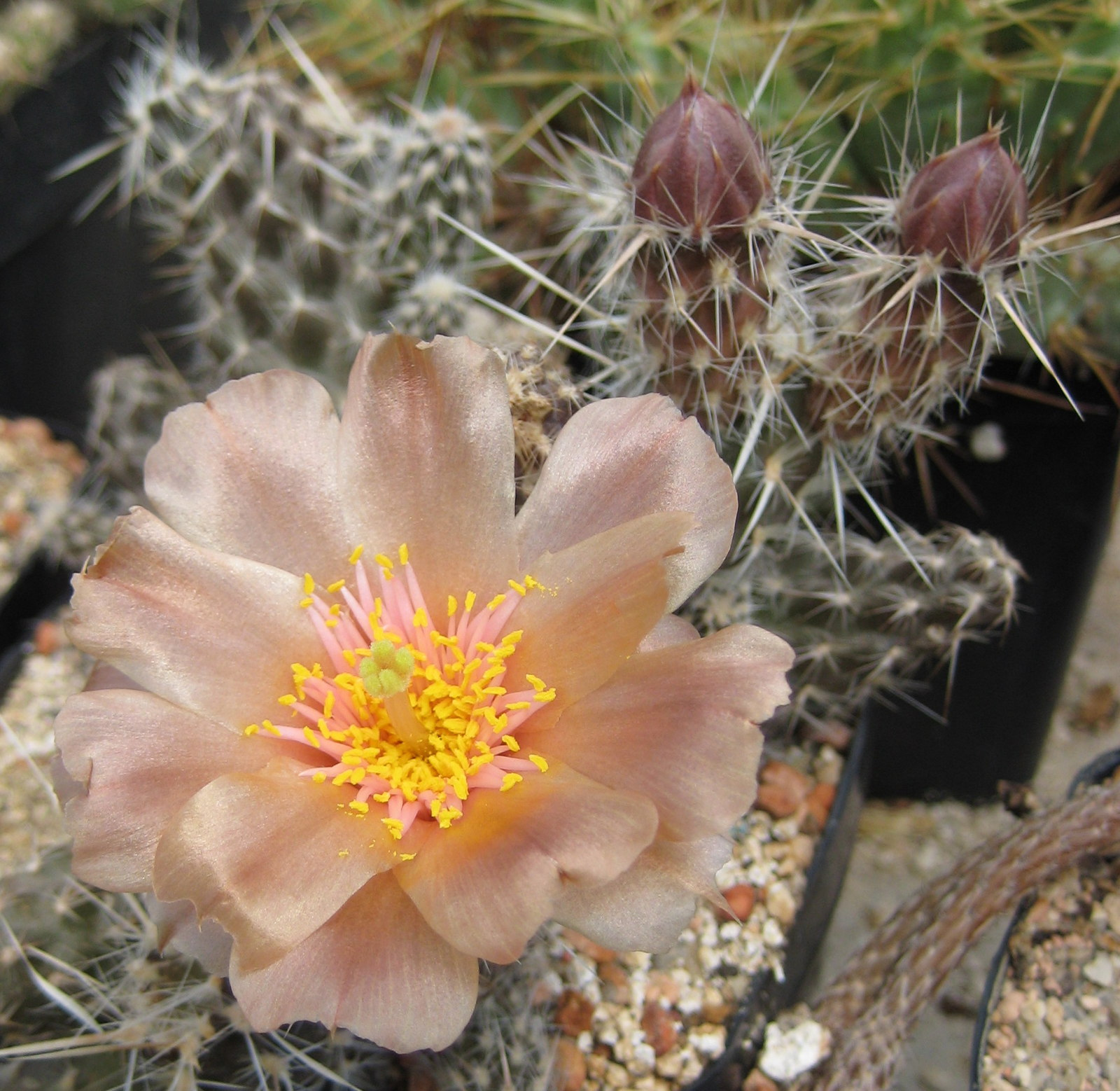